# Christian Olsen
 Der er flere personer med dette navn, se Christian Olsen (flertydig).
Christian Olsen (født 9. november 1983) er en professionel dansk fodboldspiller hos Skive Idræts Klub, hvor han spiller i angrebet.
Tingene er gået stærkt for Christian, der først gjorde opmærksom på sig selv ved at score et hav af mål som danmarksseriespiller i Middelfart, hvor han blev topscorer i 2005-06 sæsonen.
Derefter var han til prøvetræning i både Viborg FF og OB. 

Men det blev i stedet hos FC Midtjylland, Christian tilspillede sig en kontrakt, og det skulle vise sig at blive en gevinst for ulvene. Han gjorde sig bemærket ved at score fem mål i sine første fem kampe, og fik prædikatet super-sub.
Han bliver også kaldt "speedy" eftersom han er utrolig hurtig og er tidligere speedway-kører. Han er også kendt for altid at score, når han er blevet indskiftet: 8 af de 10 mål, han lavede inde for en vis periode, var som indskifter. I foråret 2008 blev han udlejet til Viborg FF, idet de grønblusede sikrede sig en permanent kontrakt på ham efter lejeopholdet. Efter kontraktudløb i sommeren 2011, skiftede Olsen til Skive IK.